# Батумська область
41°38′45″ пн. ш. 41°38′30″ сх. д. / 41.64583333333° пн. ш. 41.64166666667° сх. д.
Бату́мська о́бласть (груз. ბათუმის ოლქი) — адміністративно-територіальна одиниця Російської імперії у 1878—1883 та 1903—1918 роках.

## Географія

### Кордони
На півночі Батумська область межувала з Озургетським повітом Кутаїської губернії, на сході — з Ахалциським повітом Тіфліської губернії та Ардаганським округом Карської області.
На заході та півдні кордон Батумської області збігався з російсько-турецьким кордоном 1878 року: на заході — з Лазістанським санджаком, на південному заході кордон починався біля мису Коп-миш, прямуючи далі відрогами Понтійського хребта на південь та південний схід, перетинаючи річку Чорохи дещо вище від міста Артвін та річку Ольти-чай вище за місто Ольти, проходила відрогами Саганлугського хребта, перетинаючи річку Аракс і вступаючи біля вершини Кеса-даг на вододільний хребет Егрі-даг (чи Шах-іол-даг), що розділяє долини Аракса та Євфрата (Мурад-чай).

## Історія
Утворена в 1878 році на території колишнього Аджарського санджака, що відійшов від Османської імперії до Росії за результатами російсько-турецької війни 1877—1878 років. Центром області було місто Батум. Область поділялась на 3 округи: Аджарський, Артвінський і Батумський. 1883 року Батумська область була ліквідована, а її територія була включена до складу Кутаїської губернії.
Знову створена 1 липня 1903 під управлінням військового губернатора з Батумського й Артвінського округів Кутаїської губернії. Площа — 6952 кв. км, населення — 142 тисяч жителів.
З 15 (28) листопада 1917 року перебувала під управлінням Закавказького комісаріату, з 10 (23) лютого 1918 року — під управлінням Закавказького Сейму.
За Берестейським мирним договором, підписаним 3 березня 1918 року радянською Росією без участі представників Закавказького Сейму, Батумська область передавалась Туреччині. 15 квітня 1918 року турецькі війська без бою зайняли Батумську область і приєднали її до Туреччини (створена 22 квітня 1918 року Закавказька Демократична Федеративна Республіка (ЗДФР) не визнала цього захоплення).
Після поразки Туреччини в Першій світовій війні до Батума 16 грудня 1918 року прибули британські експедиційні війська, Батумська область була включена як керована британським губернатором окрема адміністративна одиниця до окупаційної зони британської Чорноморської армії. Військова адміністрація створила наприкінці грудня 1918 року Раду з управління Батумською областю, що проголосила її самостійною державою та заборонила пропаганду на користь приєднання до Грузії. Верховне командування військ союзників 8 квітня 1920 року оголосило Батумську область територією під охороною Ліги Націй, зайнятої військами Великої Британії, Франції та Італії. 14 липня 1920 року командування союзників ухвалило рішення про передачу Батумської області Грузинській демократичній республіці й 20 липня до Батума вступили грузинські війська.
Після встановлення 25 лютого 1921 року радянської влади в Грузії турецькі війська на запрошення уряду Республіки Грузії, що втік до Батума, 11 березня 1921 року зайняли Батумську область. За підписаною у Москві 16 березня того ж року угодою про дружбу і братство між Туреччиною й РРФСР Туреччина визнала право РСР Грузії на північну частину Батумської області з містом Батумом. 17 березня 1921 року в Батумі почалось організоване більшовиками повстання проти уряду Грузії, який утік в ніч з 17 на 18 березня; було проголошено радянську владу, 19 березня 1921 року до Батума вступила 18-та кавалерійська дивізія РСЧА РРФСР. Турецькі війська відійшли на лінію кордону, описану в російсько-турецькій Московській угоді 1921 року (підтверджено як державний кордон РСР Грузії 13 жовтня 1921 року Карським договором)
16 липня 1921 року Ревком РСР Грузії видав декрет про утворення автономної РСР Аджаристану в складі РСР Грузії.

## Органи влади

### Адміністративний поділ

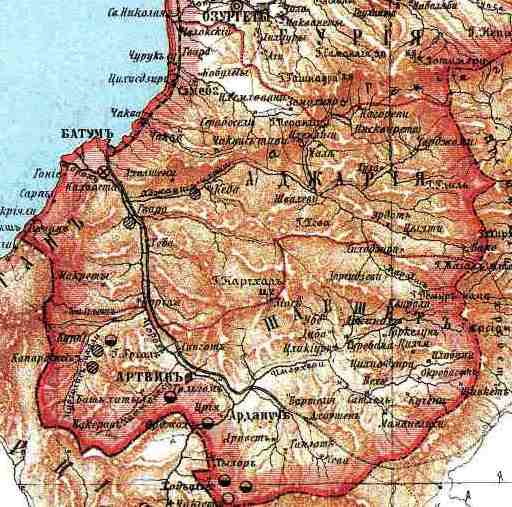
Карта Батумської області

З 1903 до 1918 року до складу Батумської області входило 2 округи:
| № | Повіт       | Повітове місто      | Площа, верст² | Населення (1897), чол. |
| - | ----------- | ------------------- | ------------- | ---------------------- |
| 1 | Батумський  | Батум (28 508 чол.) | 2 675,7       | 88 444                 |
| 2 | Артвінський | Артвін (7 091 чол.) | 3 433,5       | 56 140                 |

### Губернатори
| Ім'я                        | Титул, чин, звання | Термін перебування на посаді |
| --------------------------- | ------------------ | ---------------------------- |
| Михайло Дрягін              | Генерал-майор      | 01.07.1903 — 01.05.1905      |
| Петро-Еммануїл Паркау       | Генерал-майор      | 02.07.1905 — 01.01.1908      |
| Борис Романовський-Романько | Генерал-майор      | 24.03.1909 — 1917            |